# Parang, Sulu
Parang là một đô thị hạng 4 ở tỉnh Sulu, Philippines. Theo điều tra dân số năm 2000, đô thị này có dân số 54.994 người trong 8.176 hộ.

## Các đơn vị hành chính
Parang được chia thành 41 barangay.
| - Alu Layag-Layag - Alu Pangkoh - Bagsak - Bawisan - Biid - Bukid - Buli Bawang - Buton - Buton Mahablo - Danapa - Duyan Kabao - Gimba Lagasan - Kaha - Kahoy Sinah | - Kanaway - Kutah Maas - Kutah Sairap - Lagasan Higad - Lanao Dakula - Laum Buwahan - Laum Suwah - Liang - Linuho - Lipunos - Lower Sampunay - Lumbaan Mahaba - Lungan Gitong - Lupa Abu | - Nonokan - Paugan - Payuhan - Piyahan - Poblacion (Parang) - Saldang - Sampunay Baih - Silangkan - Taingting - Tikong - Tukay - Tumangas - Wanni Piyanjihan |